# João Dias Afonso
João Dias Afonso (Angra do Heroísmo, 27 de agosto de 1923 — Angra do Heroísmo, 22 de fevereiro de 2014) foi um escritor, jornalista e investigador da etnografia e a baleação açorianas.

## Biografia
Nasceu na freguesia da Sé, no imóvel da Rua de Jesus que atualmente ostenta uma placa em sua homenagem, filho de Joaquim Luís Afonso, comerciante, e da professora do ensino primário, Maria da Glória Zulmira Dias Afonso.
Depois de concluir o ensino secundário no Liceu Nacional de Angra do Heroísmo, aos 18 anos de idade matriculou-se na Faculdade de Direito da Universidade de Coimbra, curso que não chegou a concluir.
Regressado à sua cidade natal, cumpriu o serviço militar obrigatório como oficial miliciano de administração militar, sendo desmobilizado como tenente no Batalhão Independente de Infantaria n.º 17, então aquartelado no Castelo de São João Baptista do Monte Brasil.
Foi então contratado como bibliotecário da então Biblioteca Municipal de Angra do Heroísmo, iniciando aí uma carreira que o levaria a técnico superior principal de bibliotecas e arquivos e a diretor daquela instituição. Quando a Biblioteca Municipal foi integrada na Biblioteca Pública de Angra do Heroísmo, passou a funcionário superior da Biblioteca Pública e Arquivo Distrital de Angra do Heroísmo, funções que exerceu até se aposentar. Foi diretor interino da instituição por diversas vezes, como aconteceu no impedimento de Manuel Coelho Baptista de Lima, enquanto este foi presidente da Câmara Municipal de Angra do Heroísmo.
Na instituição em que trabalhava, e noutros arquivos nacionais e estrangeiros, realizou investigação no âmbito da história dos Açores, da etnografia e em particular sobre a história da baleação nos Açores, campo em que foi um dos grandes especialistas e pioneiro no estudo daquela atividade no arquipélago açoriano. Nos estudos sobre a caça à baleia, realizou investigação nos Estados Unidos (Nova Inglaterra e Califórnia) e no Reino Unido, tendo sido principal mentor da organização etno-histórica do Museu dos Baleeiros, nas Lajes do Pico.
No campo da etnografia histórica açoriana, publicou numerosos artigos sobre os trajes tradicionais açoriano. Também se dedicou à bibliografia, tendo realizado um inventário exaustivo da bibliografia açoriana, que tem vindo a ser publicado em numerosos volumes pelo departamento da cultura do Governo dos Açores.
Como jornalista, esteve ligado à fundação do Diário Insular, periódico em que publicou muitas centenas de artigos, e foi colaborador assíduo de A União, ambos jornais de Angra do Heroísmo. No Diário Insular, coordenou uma notável página de Artes e Letras durante 30 anos, de 1946 a 1978, apenas interrompendo entre 1959 e 1961, período em que foi redator da Agência Noticiosa de Informação (ANI), em Lisboa. Foi o primeiro delegado da RTP nos Açores, nomeado por Ramiro Valadão em 1969.
Como poeta, fez parte da corrente do modernismo insular de meados do século XX, com uma poesia que Vitorino Nemésio considerou como permitindo «conseguir às vezes admiráveis efeitos de simplicidade e pureza». Alguns dos poemas que publicou na imprensa periódica foram assinados com o pseudónimo Álvaro Orey.  Ganhou em 1960 o Prémio Nacional de Poesia do Secretariado Nacional de Informação (SNI), com o livro Pássaro Pedinte e Ruas Dispersas, prefaciado por Vitorino Nemésio.
A 9 de junho de 1989, foi agraciado com o grau de Oficial da Ordem do Infante D. Henrique.

## Publicações
Entre muitas obras dispersas pelos periódicos em que colaborou, é autor das seguintes monografias:
- Enotesco (poesia), Angra do Heroísmo, s.d. [1955];
- Pássaro Pedinte e Ruas Dispersas (poesia, com prefácio de Vitorino Nemésio), Lisboa, 1960;
- Cantigas do Terramoto para Ler e Passar (poesia), Angra do Heroísmo, 1980;
- Garrett e a Ilha Terceira, edição da Câmara Municipal de Angra do Heroísmo, 1954;
- Antero de Quental e o Pensamento da Revolução Nacional, Lisboa, 1967;
- Açores de Outrora na Ilha Terceira Daqueles Tempos, edição do Instituto Açoriano de Cultura, 1978;
- O Traje nos Açores, edição do Instituto Histórico da Ilha Terceira, 1978, 2.ª ed. 1987;
- Açores em Novos Papéis Velhos, edição do Instituto Histórico da Ilha Terceira, 1980;
- Memoração Ribeiriana (sobre Luís da Silva Ribeiro), edição do Instituto Histórico da Ilha Terceira, 1982;
- Notabilidade de Dacosta (sobre António Dacosta), Angra do Heroísmo, 1983;
- O Galeão de Malaca no Porto de Angra em 1659: Um Processo Judicial - Linschoten, edição do Instituto Histórico da Ilha Terceira, 1984;
- Baleias e Baleeiros - Açorianos nos Sete Mares e Ancorados nas Suas Ilhas, Angra do Heroísmo, 1988.
- Bibliografia Geral dos Açores, DRAC/SREC, 3 volumes (1985-1997, ainda com 8 volumes em publicação.

Para além das monografias de que é autor, organizou, anotou e prefaciou:
- Luís Ribeiro, Subsídios para Um Ensaio sobre a Açorianidade, Angra do Heroísmo, coleção «Ínsula», 1964;
- Luís Ribeiro, Obras (3 volumes), edição do Instituto Histórico da Ilha Terceira e da Secretaria Regional da Educação e Cultura, 1982-1983.